# سانتياغو بيريز
سانتياغو بيريز (بالإسبانية: Santi Pérez)‏ ولد بتاريخ 5 أغسطس 1977 في إسبانيا، هو دراج إسباني في صنف سباق الدراجات على الطريق.

## سجل النتائج

### سباقات أو مراحل فاز بها
- طواف إسبانيا

### المراكز
- حقق المركز الـ 2 في طواف إسبانيا 2004

## روابط خارجية
- سانتياغو بيريز على موقع أرشيف الدراجات (الإنجليزية)
- سانتياغو بيريز على موقع إحصائيات الدراجات الإحترافية (الإنجليزية)
- سانتياغو بيريز على موقع نسبة الدراجات (الإنجليزية)
- سانتياغو بيريز على موقع CycleBase (الإنجليزية)